# Isola di Capraia - area terrestre e marina
Isola di Capraia - area terrestre e marina este o arie protejată (arie specială de conservare — SAC, sit de importanță comunitară — SCI) din Italia întinsă pe o suprafață de 18.753 ha, integral pe uscat.

## Localizare
Centrul sitului Isola di Capraia - area terrestre e marina este situat la coordonatele 43°02′14″N 9°49′11″E / 43.037222°N 9.819722°E.

## Înființare
Situl Isola di Capraia - area terrestre e marina a fost declarat sit de importanță comunitară în iunie 1995 pentru a proteja 46 de specii de animale. Situl a fost protejat și ca arie specială de conservare în decembrie 2016.

## Biodiversitate
Situată în ecoregiunea mediteraneană, aria protejată conține 20 de habitate naturale: Roci stâncoase cu vegetație pionieră de Sedo-Scleranthion sau Sedo albi-Veronicion dillenii, Pășuni mediteraneene udate de apa mării (Juncetalia maritimi), Faleze cu vegetație de Limonium spp. endemic de pe coastele mediteraneene, Straturi cu Posidonia (Posidonion oceanicae), Ape puternic oligomezotrofe cu vegetație bentonică cu Chara spp., Ape oligotrofe în general din solurile nisipoase vest-mediteraneene, cu un conținut foarte redus de minerale, cu Isoetes spp., Formațiuni scunde de Euphorbia în apropierea falezelor, Galerii și tufărișuri riverane sudice (Nerio-Tamaricetea și Securinegion tinctoriae), Iazuri temporare mediteraneene, Păduri de Quercus ilex și Quercus rotundifolia, Lacuri eutrofice naturale cu vegetație de tip Magnopotamion sau Hydrocharition, Peșteri marine scufundate complet sau parțial, Pante stâncoase silicioase cu vegetație casmofită, Pajiști umede mediteraneene cu ierburi înalte de Molinio-Holoschoenion, Pseudostepă cu ierburi și specii anuale de Thero-Brachypodietea, Recifuri, Cursuri de apă de la nivel de câmpie la nivel montan, cu vegetație Ranunculion fluitantis și Callitricho-Batrachion, Tufărișuri termo-mediteraneene și de pre-deșert, Bancuri de nisip acoperite în permanență slab de apă marină, Tufărișuri halo-nitrofile (Pegano-Salsoletea).
La baza desemnării sitului se află mai multe specii protejate:
- păsări (42): pitulice de apă (Acrocephalus paludicola), pescăruș albastru (Alcedo atthis), fâsă-de-câmp (Anthus campestris), Apus pallidus, ciuf de câmp (Asio flammeus), pasărea ogorului (Burhinus oedicnemus), bătăuș (Calidris pugnax), Calonectris diomedea, caprimulg (Caprimulgus europaeus), Carduelis citrinella, șerpar (Circaetus gallicus), erete de stuf (Circus aeruginosus), erete alb (Circus macrourus), erete cenușiu (Circus pygargus), dumbrăveancă (Coracias garrulus), corb (Corvus corax), Emberiza melanocephala, Falco biarmicus, Falco eleonorae, Falco naumanni, șoim călător (Falco peregrinus), vânturel roșu (Falco tinnunculus), piciorong (Himantopus himantopus), sfrâncioc roșiatic (Lanius collurio), Larus audouinii, pescăruș-cu-cap-negru (Larus melanocephalus), ciocârlie de pădure (Lullula arborea), gaia neagră (Milvus migrans), gaia roșie (Milvus milvus), mierlă albastră (Monticola solitarius), ciuf-pitic (Otus scops), vultur pescar (Pandion haliaetus), vrabie negricioasă (Passer hispaniolensis), viespar (Pernis apivorus), Phalacrocorax aristotelis desmarestii, Prunella collaris, Puffinus yelkouan, Sylvia conspicillata, Sylvia sarda, silvie de tufiș (Sylvia undata), Tachymarptis melba, chiră de mare (Thalasseus sandvicensis)
- mamifere (2): liliacul mare cu potcoavă (Rhinolophus ferrumequinum), delfin mare (Tursiops truncatus)
- reptile (2): Caretta caretta, Euleptes europaea

Pe lângă speciile protejate, pe teritoriul sitului au mai fost identificate 60 de specii de plante, 1 specie de amfibieni, 8 specii de mamifere, 41 de specii de nevertebrate, 2 specii de pești, 2 specii de reptile.